# Catedral de San Vladímir de Quersoneso
La catedral de San Vladímir de Quersoneso (en ucraniano: Володимирський собор; en ruso: Владимирский собор в Херсонесе Таврическом) es un catedral ortodoxa rusa de estilo neobizantino  localizada en la antigua colonia griega de Quersoneso, en Sebastopol en la península de Crimea.
La iglesia fue erigida en el que se presume fue el lugar del bautismo de san Vladimir, marcando el comienzo del  bautismo oficial de todas las Rusias, que de acuerdo a las leyendas y a los hechos históricos, se llevó a cabo en el año 988 en el Quersoneso (o, como se le llamaba en la antigua Rusia, Korsun), ahora Quersoneso Táurica, un espacio preservado nacional cerca de Sebastopol.
La construcción llevó 15 años y finalizó en 1874-1876.

Catedral de San Vladimir y una vista panorámica de Tauric Chersonesos (agosto de 2017)

## Galería de imágenes

Fotos contemporáneas
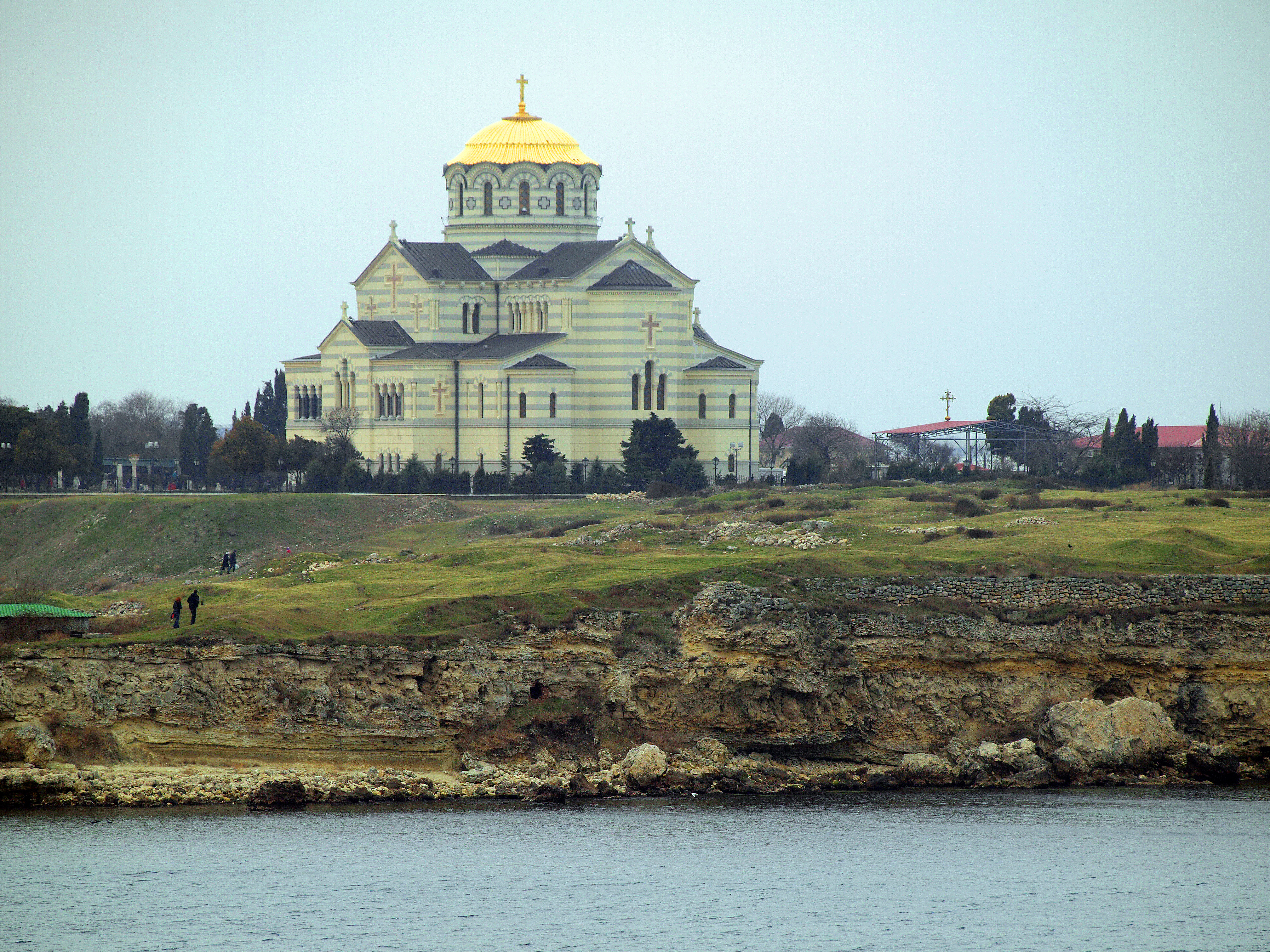
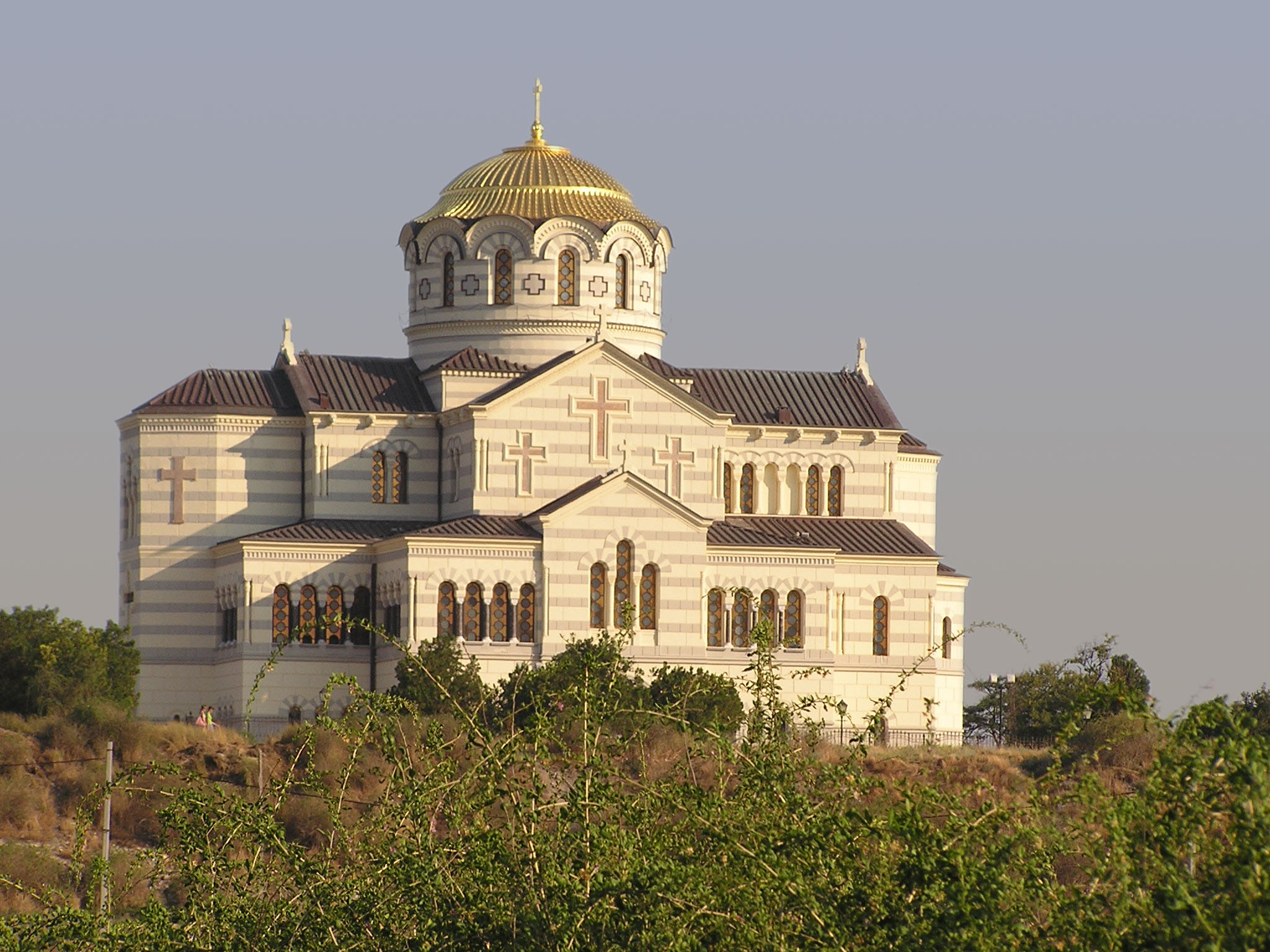
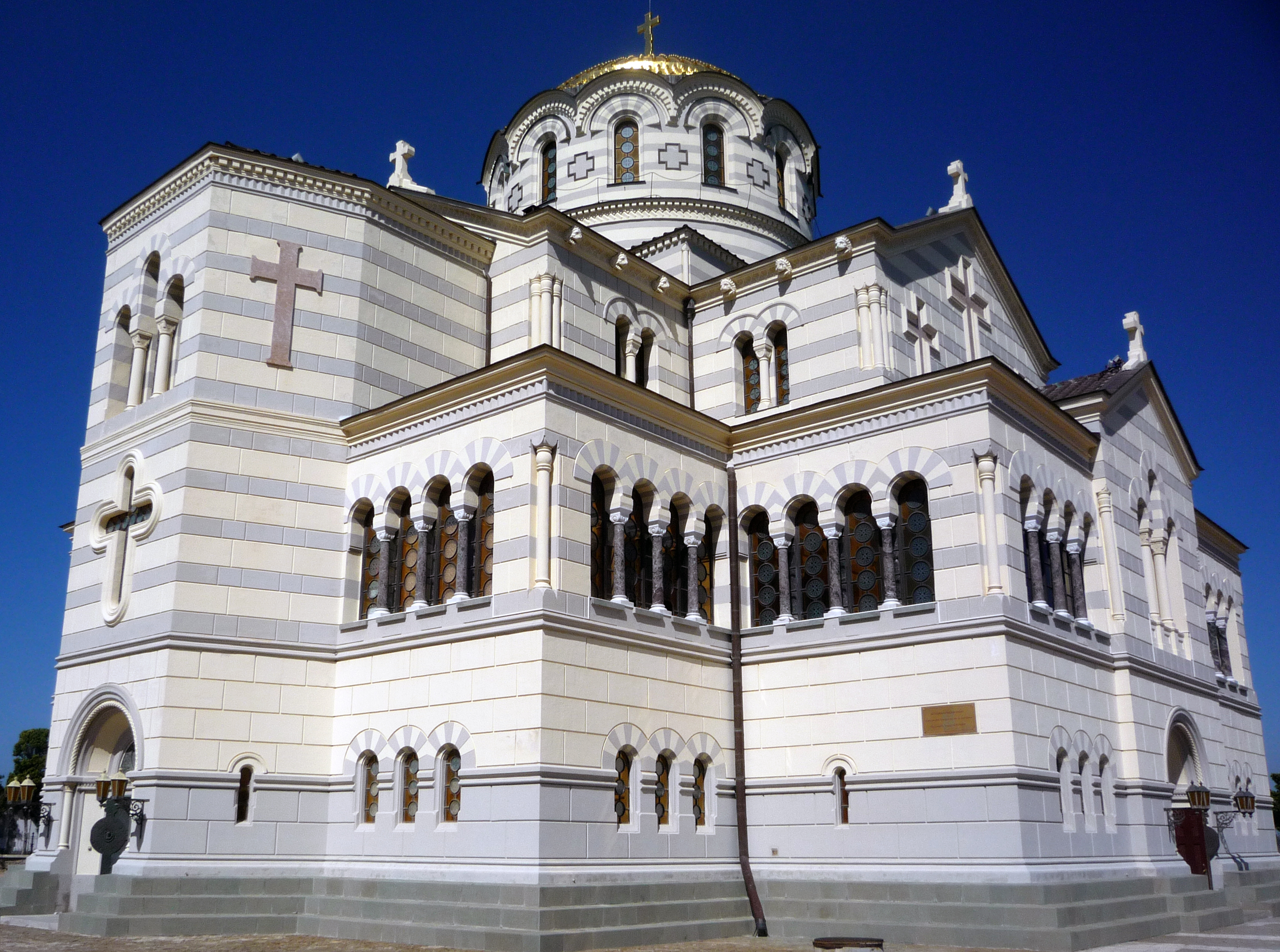
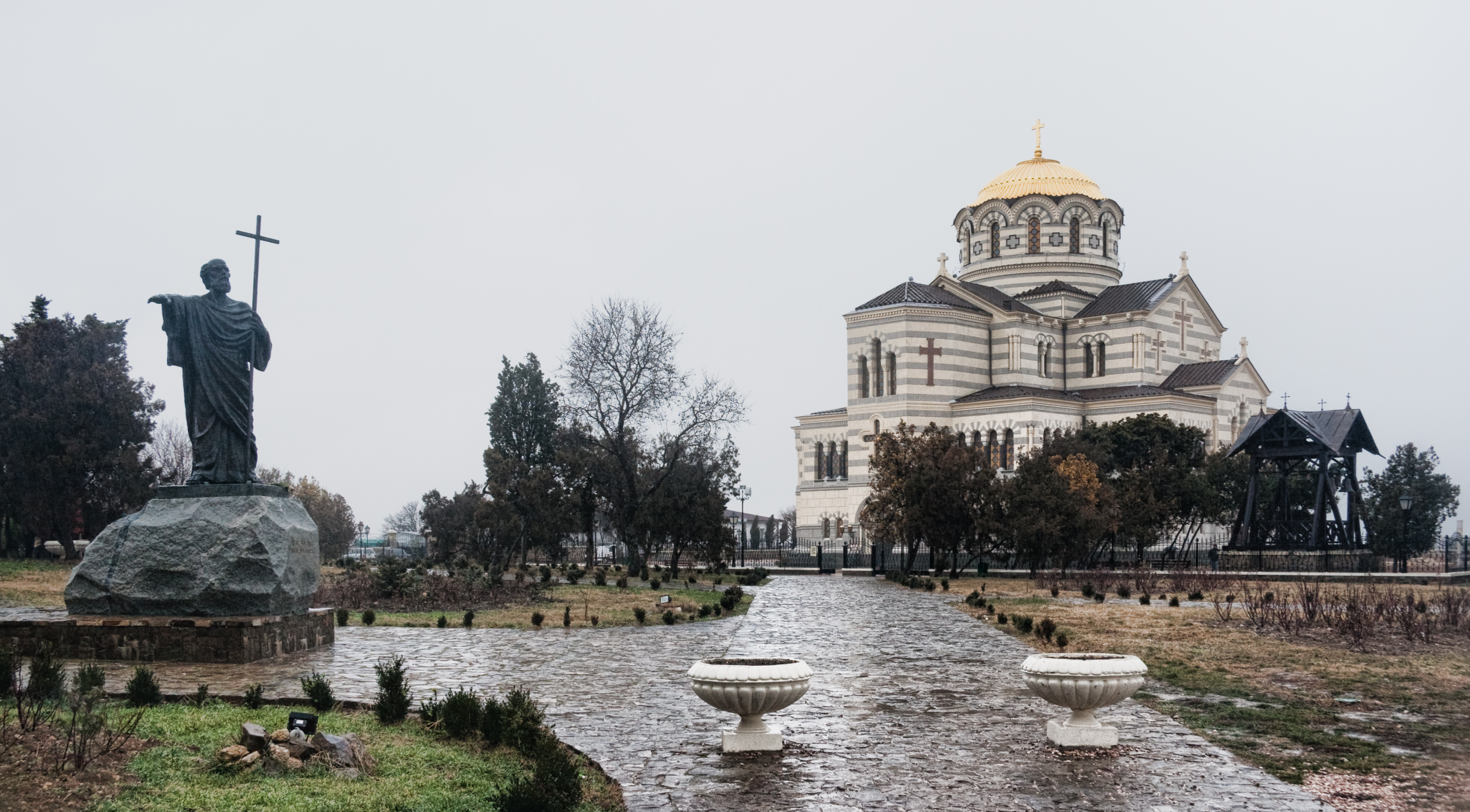

Interiores
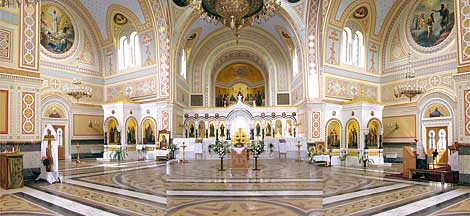
Interior de la catedral
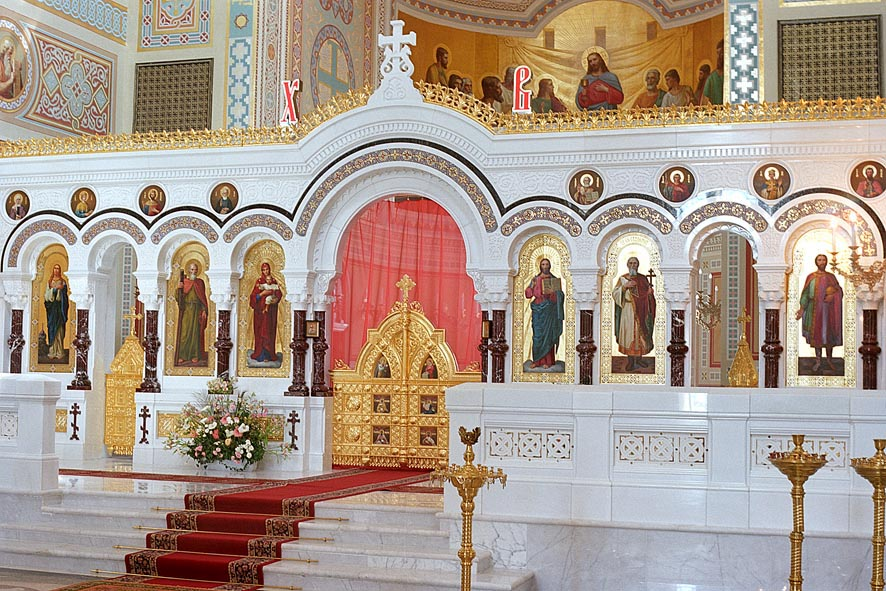
Interior de la catedral
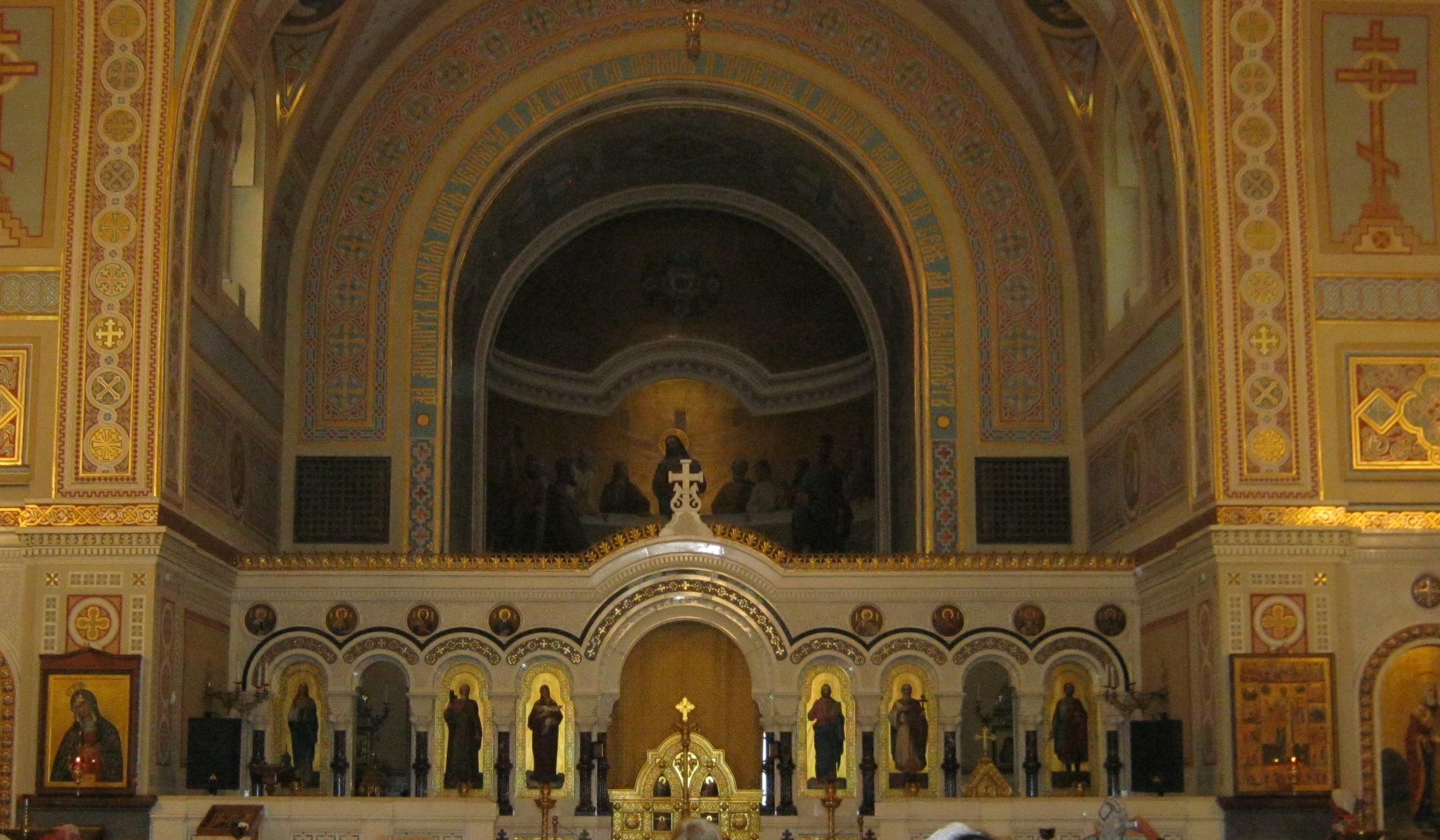

Imágenes de 1880
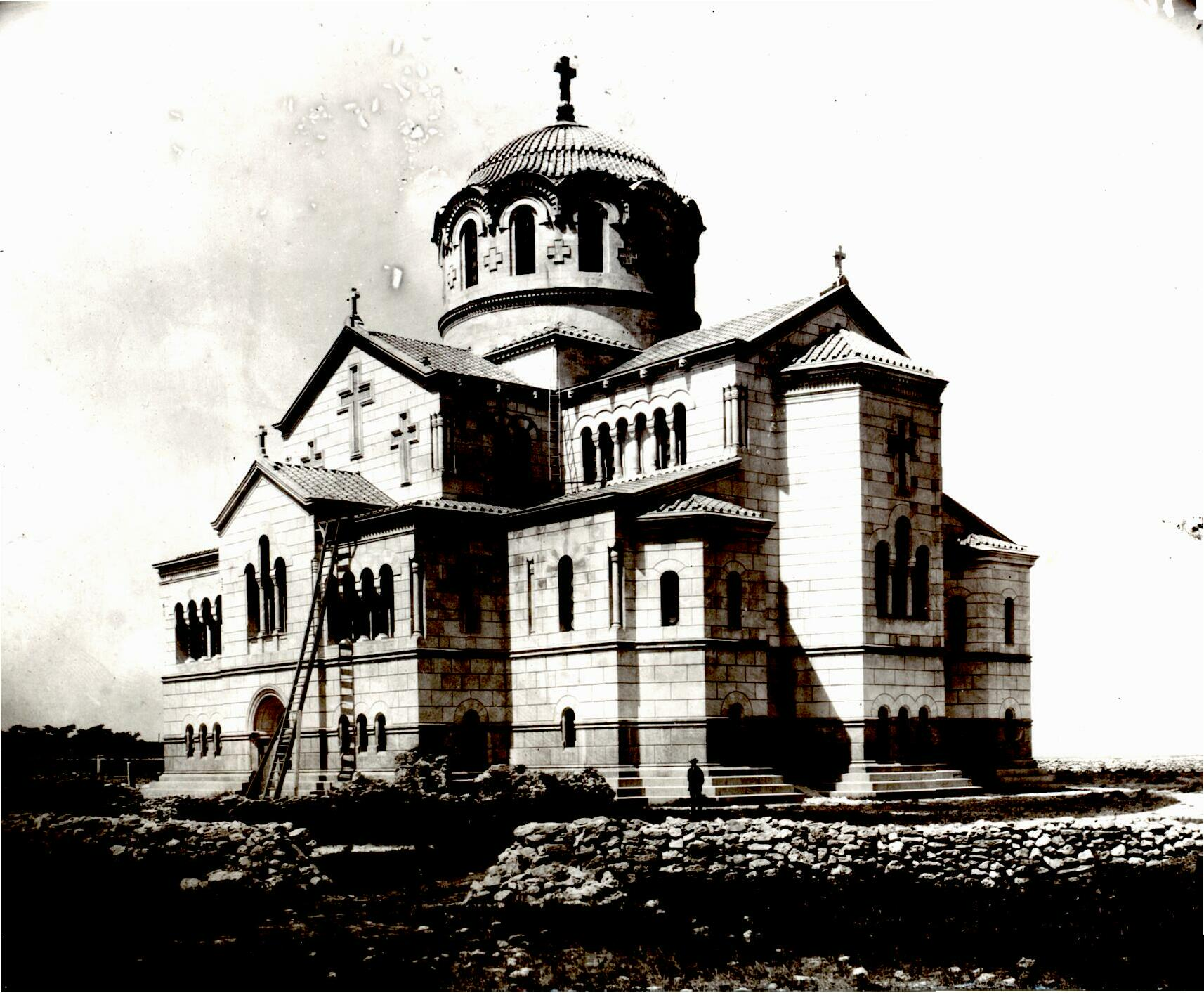
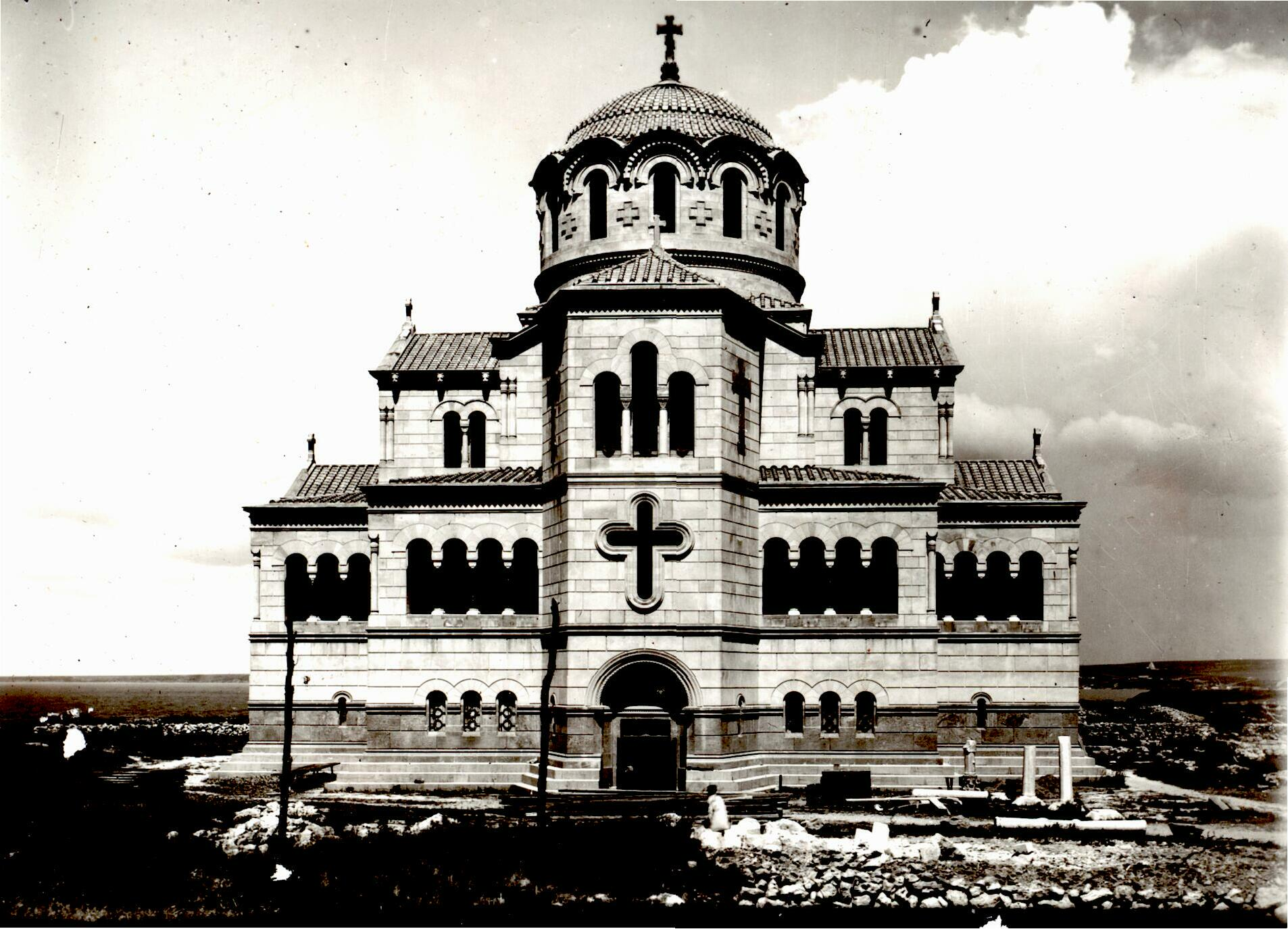
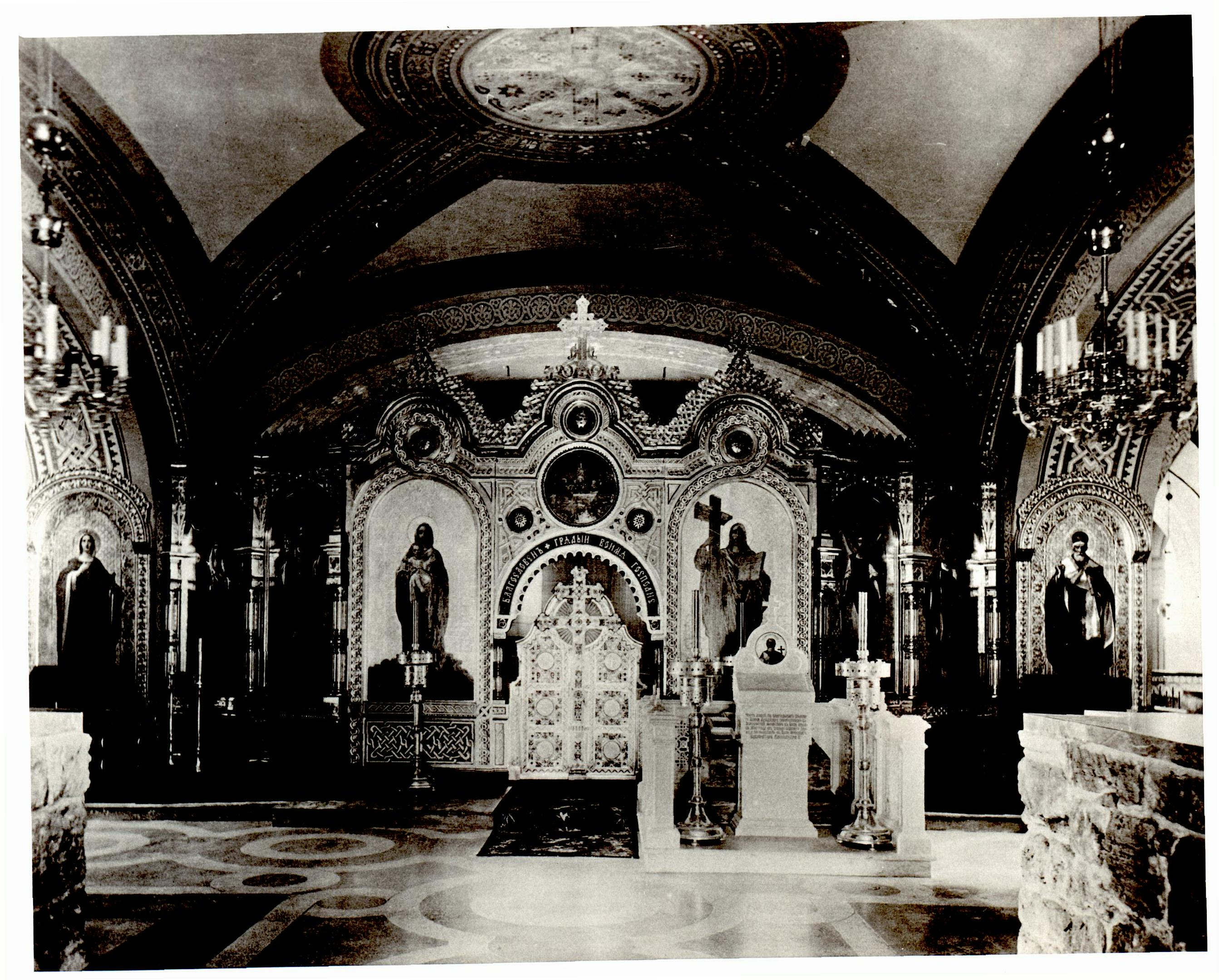
Interior templo inferior
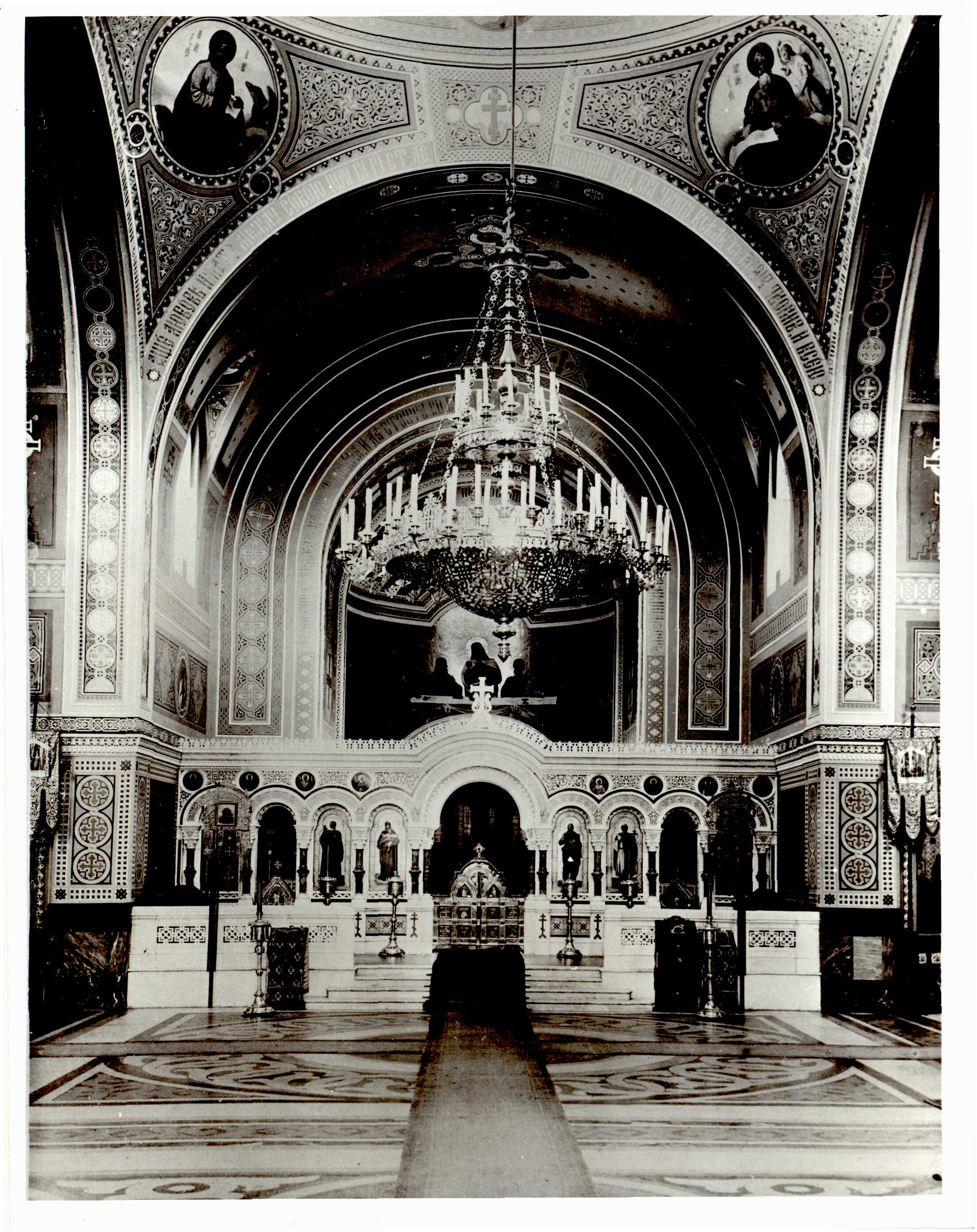
Interior templo superior